# Schering-Plough
Schering-Plough was een farmaceutische multinational met haar hoofdkantoor in de Verenigde Staten, totdat het in november 2009 fuseerde met een ander groot farmaceutisch bedrijf, Merck & Co (MSD).
In 2007 nam Schering-Plough van AkzoNobel de geneesmiddelengroep Organon BioSciences over. Met de verkoop gingen Organon, Intervet, Nobilon en Diosynth over naar de Amerikaanse farmaceut. Schering-Plough betaalde hier 11 miljard euro voor. Organon is vooral gespecialiseerd in anticonceptie en vruchtbaarheidsbehandelingen en er werkten ongeveer 18.500 mensen. Schering-Plough is sterk op het gebied van anesthesie, cholesterolverlagers en medicijnen tegen gewrichtsontstekingen en telde 33.500 werknemers in 2006. Beide bedrijven zijn sterk in diergeneesmiddelen.
In maart 2009 deed Merck een bod van 41 miljard dollar op Schering-Plough. De combinatie behaalde over 2008 een totale omzet van $ 46,9 miljard gerekend. Belangrijke redenen voor het samengaan waren bekende factoren in de innovatieve farmaceutische sector: hoge kosten voor het ontwikkelen van nieuwe geneesmiddelen en het aflopen van beschermende patenten op bestaande geneesmiddelen. Schering-Plough behaalde zo’n 70% van de omzet buiten de Verenigde Staten en dit maakte Merck minder afhankelijk van de Amerikaanse markt. De fusie zou leiden tot kostenbesparingen door het samenvoegen van de activiteiten op het gebied van onderzoek, productie en verkoop.
Op het moment dat Merck en Schering-Plough fuseerden, had Schering-Plough zelf net de Nederlandse farmaceutische firma Organon overgenomen. Na de fusie ging de gezamenlijke onderneming verder onder de (al bestaande) naam Merck & Co. in de Verenigde Staten en Canada, en als MSD daarbuiten.